# Otsego (Wisconsin)
Otsego – miasto w Stanach Zjednoczonych, w stanie Wisconsin, w hrabstwie Columbia.